# Fast times at Barrington High
Fast Times at Barrington High es el tercer álbum de estudio de la banda estadounidense The Academy Is... publicado en agosto de 2008. El título es una referencia a la preparatoria a la que asistieron William Beckett y Adam Siska. La portada del álbum fue tomada por la hermana de William, Courtney Beckett, y muestra William sentado en un sofá con Naomi, una amiga de la banda.

## Antecedentes
Pete Wentz publicado en el blog de su página web, que había oído los demos para el nuevo álbum y lo llamó, “la mente de soplado. Kilómetros de distancia de donde estaban”.  El primer sencillo del álbum es "About a Girl”, que fue lanzado el 15 de julio de 2008. Incluye colaboraciones de Andrew McMahon de Jack’s Mannequin, Gabe Saporta, Blackinton Ryland y Alex Suárez, de Cobra Starship, y Mason Musso y Blake Healy de Metro Station.
El álbum vendió 35.000 copias en su primera semana, debutando en el número 17 en el Billboard 200.
Fue escogido por la revista Rolling Stone, como el álbum número 46 del 2008.
The Academy Is… realizó un concurso para la liberación de nuevas pistas, se debían agregar las direcciones de correo electrónico a la página web principal de la banda y 8 ganadores fueron seleccionados al azar para recibir una canción del álbum y también una llamada de la banda y una copia autografiada de “Fast Times at Barrington High'”. Los ganadores del concurso se animaron a publicar las canciones a través de Internet y el ganador con la mayoría de canciones escuchadas recibiría un premio especial desconocido.
La banda tocó "About a Girl" y "Summer Hair = Forever Young" en la Vans Warped Tour y en Australia en una gira con [Pánic [! at the disco]] y Cobra Starship. Hot Topic lanzó dos camisetas con la imagen de The Academy Is…, uno de los cuales venía con un código para la descarga gratuita de una versión acústica de "His Girl Friday".

### Temas
1. "About a Girl" – 3:30
2. "Summer Hair = Forever Young" – 3:39
3. "His Girl Friday" – 3:41
4. "The Test" – 3:29
5. "Rumored Nights" – 3:45
6. "Automatic Eyes" – 3:26
7. "Crowded Room" – 3:07
8. "Coppertone" – 3:18
9. "After the Last Midtown Show" – 5:13
10. "Beware! Cougar!" – 3:38
11. "Paper Chase" – 3:30
12. "One More Weekend" – 3:43[1]

iTunes bonus tracks
1. "Every Burden Has a Version" – 4:08
2. "Sodium" – 3:46
3. "About a Girl" (Acoustic version) – 3:22

Hot Topic bonus track
1. "His Girl Friday" (Acoustic version) – 3:42

7" vinyl bonus track
1. "Tokyo Bay" – 2:59

## Historial de Lanzamientos
| País           | Fecha de lanzamiento |
| -------------- | -------------------- |
| New Zealand    | 18 de agosto de 2008 |
| United Kingdom | 18 de agosto de 2008 |
| United States  | 19 de agosto de 2008 |
| Australia      | 23 de agosto de 2008 |

## Posicionamiento
| Listas             | Posición |
| ------------------ | -------- |
| Billboard 200      | 17       |
| Rock Albums        | 5        |
| Digital Albums     | 17       |
| Alternative Albums | 5        |

### Contribuciones
- Gabe Saporta (Cobra Starship) - Voces adicionales en "Crowded Room".
- Mason Musso (Metro Station) - Voces adicionales en "Crowded Room".
- Andrew McMahon (Jack's Mannequin & Something Corporate) - Piano en "After the Last Midtown Show".
- Ryland Blackinton (Cobra Starship) - Voces adicionales en "About a Girl".
- Alex Suarez (Cobra Starship) - Voces adicionales en "His Girl Friday".
- Blake Healy (Metro Station) - Piano en "His Girl Friday" y "Summer Hair = Forever Young".